# Dirk Baldinger
Pour les articles homonymes, voir Baldinger.
Dirk Baldinger est un coureur cycliste allemand né le 27 août 1971 à Freiburg am Breisgau. Il fut professionnel de 1995 à 2001.

## Biographie
Dirk Baldinger fut l'un des meilleurs jeunes coureurs allemands. En effet, il collectionne les victoires dans les jeunes catégories. En 1994, il remporte le titre de champion d'Allemagne amateur. Il est stagiaire pour l'équipe Polti en cette fin 1994. Il passe professionnel l'année suivante, comme so ami d'enfance Jan Ullrich qui passe professionnel chez Telekom. Après un excellent mois de juin qui le voit finir dixième du championnat d'Allemagne, il est sélectionné pour son premier Tour de France où il sera l'un des poissons-pilotes d'Erik Zabel. Lors de ce Tour, il se met en évidence lors des sprints en permettant à Erik Zabel de remporter sa première victoire sur le Tour. Lors de la 15e étape entre Saint-Girons et Cauterets, il est victime de la chute collective qui se produit dans la descente du Col du Portet-d'Aspet. Souffrant de plusieurs fractures dont plusieurs au bassin, il est secouru en même temps que Fabio Casartelli qui gît à ses côtés. Il se relève difficilement de cette chute et met près de deux ans à revenir à son niveau de 1995. Il poursuit ensuite sa carrière au service de son ami Jan Ullrich qui a rencontré sa femme grâce à lui.
Il achève sa carrière à trente ans. Il est désormais entrepreneur à Merdingen. Il a été candidat aux élections municipales sur la liste CDU. Il a deux enfants.

## Palmarès
- 1992
  -  Champion d'Allemagne de la montagne
  - Ronde des Vosges
- 1993
  - 2e du Tour de Rhénanie-Palatinat
  - 3e de la Ronde de l'Isard d'Ariège
- 1994
  -  Championnat d'Allemagne sur route amateurs
  - Tour des régions italiennes :
    - Classement général
    - 3e étape

  - 11e étape du Rapport Toer

## Résultats sur les grands tours

### Tour de France
2 participations
- 1995 : abandon sur chute à la 15e étape
- 1996 : abandon (11e étape)

### Tour d'Italie
2 participations
- 1995 : abandon
- 1996 : 56e

### Tour d'Espagne
2 participations
- 1998 : abandon
- 1999 : 102e